# Louis Gaston de Ségur
Louis Gaston Adrien de Ségur, más conocido como Monseñor de Segur (París, 15 de abril de 1820-París, 9 de junio de 1881), fue un prelado y escritor francés, conocido por sus numerosas obras religiosas y apologéticas en defensa del catolicismo.
Monseñor Segur figura, junto al Cardenal Pie, Louis Veuillot, Dom Guéranger, Monseñor Gay, Bonald, Le Play, Blanc de Saint-Bonnet y algunos otros, entre los máximos exponentes del pensamiento contrarrevolucionario francés del siglo XIX.

## Biografía
Louis Gaston de Segur era el mayor de los ocho hijos del conde de Segur, biznieto del canciller d'Aguesseau, del presidente de Lamoignon y del marqués de Segur, mariscal de Francia y ministro de la Guerra de Luis XVI; y de Sofía Rostopchina, hija del célebre general, primer ministro de Pablo I, que dirigió el incendio de Moscú.
Nacido en 1820, se dedicó primeramente a la carrera diplomática, siendo agregado a la embajada de Francia en Roma, en que podía al mismo tiempo satisfacer la pasión por las artes que había heredado de su madre. Sin embargo, sintió vocación sacerdotal y, después de tres años de vacilación, entró en el Seminario de Issy y fue ordenado sacerdote en San Sulpicio de París el 18 de diciembre de 1847. Cinco años más tarde, el papa Pío IX le nombraba auditor de la Rota y Prelado doméstico.
Era costumbre que los eclesiásticos que habían ejercido estos cargos al volver a Francia fuesen promovidos al episcopado. El emperador Napoleón III siguió esta costumbre; pero en el intervalo necesario para la institución canónica, Mons. Segur quedó ciego y no pudo ser preconizado. Por excepción, fue nombrado el 8 de marzo de 1856 canónigo de primer orden del cabildo de San Dionisio que ordinariamente solo se componía de obispos.
Adalid infatigable de la causa católica, Mons. Segur se dio a conocer por sus conferencias y por su gran número de folletos de propaganda religiosa de un estilo incisivo, y algunos de los cuales, sobre la comunión y contra los ateos y librepensadores, tuvieron hasta 100 y 150 ediciones.

### Vida personal
Monseñor de Segur vivió durante muchos años en una modesta habitación interior en Rue du Bac, 39, que parecía la de un hombre de negocios, y donde no faltaban nunca visitas por la mañana y por la tarde. A las seis de la mañana en toda estación, llegaban los primeros visitantes para asistir a la misa que Mons. Segur decía diariamente en su pequeño oratorio. En seguida empezaba el desfile de lo que él mismo llamaba sus clientes; unos iban a confesarse, otros a pedirle socorros o consejos. Había sido rico; pero como daba mucho a los que le pedían, su fortuna se mermó considerablemente, hasta el punto de haber vendido sus muebles a fin de poder continuar sus liberalidades.
Llevaba una vida muy austera, ayunando casi siempre, vistiendo lo mismo en invierno que en verano y acostándose en todo tiempo en una pequeña cama de hierro, si bien, a pesar de ser ciego, llevaba una extremada limpieza, que recomendaba mucho a los pobres como condición indispensable para llegar a ser algo en el mundo. Dotado de una memoria prodigiosa, recordaba los pequeños incidentes más remotos, las conversaciones más antiguas; pero además reconocía a las personas, aun después de largos años, al simple tacto de las manos, en el rostro o en la espalda.
Todos los años salía de París durante un mes, para descansar, según él decía, y en efecto, iba a encerrarse varios días en algún seminario de provincia, a cuyos alumnos confesaba. El gran Seminario de Montmorillon, junto a Poitiers, era uno de sus retiros favoritos.
La muerte de Mons. Segur fue muy sentida en toda Francia. Sus exequias se celebraron en la iglesia de Santo Tomás de Aquino. Su última voluntad fue que el cortejo se compusiera de pobres. Fue amortajado con los pies desnudos, como un hijo de San Francisco de la Orden Tercera a que pertenecía, revestido de una casulla blanca y con sotana violada, como prelado de Su Santidad. Por otra disposición, debido al afecto que Mons. Segur profesaba a los suyos, su corazón reposa en la iglesia de los religiosos de la Visitación en que había profesado su hermana, Sabine de Segur, y donde reposaba ya el corazón de su madre. El cuerpo se trasladó al panteón de familia del castillo de Nonettes, cerca de Sainte-Anne-d'Auray, en que estaba también enterrada la condesa de Segur.

## Obras destacadas traducidas al español
- Respuestas claras y sencillas á las objeciones que mas comunmente suelen hacerse contra la Religion (traducción de Gabino Tejado, Madrid, 1857)
- Conversaciones sobre el protestantismo actual (traducción de un sacerdote, Sevilla, 1862)
- El Papa, cuestiones de actualidad puestas al alcance del pueblo (edición de la Imprenta de Luis Tassó, Barcelona, 1862)
- La Revolución (traducción del P. Marqués de la Romana, Imprenta de La Esperanza, Madrid, 1863)
- ¡Viva el Rey! (edición de la Biblioteca Popular, Barcelona, 1871)
- Veladas religiosas ó instrucciones familiares sobre todas las verdades de la Religion. Tomo I (edición de la Biblioteca Popular, Barcelona, 1872)
- Veladas religiosas ó instrucciones familiares sobre todas las verdades de la Religion. Tomo II (edición de la Biblioteca Popular, Barcelona, 1872)
- Al soldado en tiempo de guerra (edición de la Biblioteca Popular, Barcelona, 1872)
- Clero y Nobleza (edición de la Biblioteca Popular, Barcelona, 1872)
- El Niño Jesus (edición de la Librería y Tipografía Católica, Barcelona, 1873)
- La Pasion de Nuestro Señor Jesucristo (edición de la Librería y Tipografía Católica, Barcelona, 1878)
- Los Francmasones: lo que son, lo que hacen, lo que quieren (edición la Imprenta del Siglo, Cochabamba, 1878)